# 拐帯行
『拐帯行』（かいたいこう）は、松本清張の短編小説。雑誌『日本』1958年2月号に掲載、1959年2月に短編集『危険な斜面』収録の1編として、東京創元社より刊行された。
1959年・1988年にテレビドラマ化されている。

## あらすじ
会社の金を持ち出した森村隆志は、西池久美子と博多行きの特急「さちかぜ」に乗り、一路九州へと向かった。死に場所を求めての旅だった。これまで惨めな境遇で生きてきた隆志と久美子は、生きていても仕方がない、死ぬよりほかに途が無いように思えた。が、せめて、死ぬ直前に一度贅沢をしてみたかった。どうせ死ぬのだから、恐れるものは何もない。
列車は熱海駅に到着した。斜め向こうの席に、中年の紳士と妻らしい人が座った。夫は落ち着いてパイプをくわえ、妻はおだやかな上品さを湛えていた。その夫婦は、生活も十分安定して幸福そうに見えた。羨ましいほどの落ち着きぶりであった。しばらく眼を惹かれていた隆志は、一瞬、久美子とのあいだに、妙な距離を感じた。なぜかわからないが、向かいの夫婦に影響されたような気がした。闇の中にいるような隆志の気持ちが、少しずつ、変わり始める…。

## テレビドラマ

### 1959年版
1959年10月22日、日本テレビ系列の「木曜ワイドアワー」枠（20:00-21:00）にて放映。
キャスト
- 高橋昌也
- 悠木圭子
- 幸田宗丸
- 折原啓子

スタッフ
- 脚本：若杉光夫
- 制作：日本テレビ

### 1988年版
1988年9月19日、関西テレビ制作・フジテレビ系列(FNS)の「月曜サスペンス（松本清張サスペンス）」枠（22:00～22:54）にて放映。銀行の金を拐帯した主人公が、大阪港からフェリーに乗り、韓国・釜山に向かう設定。視聴率11.7%（ビデオリサーチ調べ、関東地区）。
キャスト
- 森村隆志：石橋保
- 西池久美子：渡辺典子
- 池野：高松英郎
- 池野の妻（実は愛人）：南田洋子
- 純子：高沢順子
- 藤谷：本間優二
- 佐々木敏

スタッフ
- 脚本：冨川元文
- 監督：栗山富夫
- 制作：関西テレビ、松竹、霧企画

| 関西テレビ制作・フジテレビ系列 月曜サスペンス（松本清張サスペンス） | 関西テレビ制作・フジテレビ系列 月曜サスペンス（松本清張サスペンス） | 関西テレビ制作・フジテレビ系列 月曜サスペンス（松本清張サスペンス） |
| 前番組                                                              | 番組名                                                              | 次番組                                                              |
| ------------------------------------------------------------------- | ------------------------------------------------------------------- | ------------------------------------------------------------------- |
| 愛と空白の共謀 （1988.9.12）                                        | 拐帯行 （1988.9.19）                                                | 年下の男 （1988.9.26）                                              |

### 2021年版
2021年1月7日（20:00 - 21:48）、テレビ朝日系列のドラマスペシャルとして放映。松本清張の黒革の手帖の続編としてアレンジされたドラマとなっている。